# خوان پورتیلو
خوان پورتیلو (انگلیسی: Juan Portillo؛ زادهٔ ۱۸ مهٔ ۲۰۰۰) بازیکن فوتبال اهل آرژانتین است.